# Keith Truscott
Pour les articles homonymes, voir Truscott.
Keith William « Bluey » Truscott est un as australien de la Royal Australian Air Force (RAAF), né le 17 mai 1916 à Prahran et mort dans un accident le 28 mars 1943 à Exmouth.
Pilote pendant la Seconde Guerre mondiale, Truscott est crédité de 20 victoires confirmées et 5 probables. Ce score fait de lui l'un des as australiens les plus notables avec Clive Caldwell.
Il est décoré de la Distinguished Flying Cross.
Avant d'être pilote, bon joueur de football australien, il joue avec le Melbourne Football Club.